# Вальхтеов
Вальхтеов (др.-англ. Ƿealhþēoƿ) — жена короля данов Хродгара, упомянутая в англосаксонском эпосе «Беовульф».

## Биография
Вальхтеов появляется в поэме «Беовульф» как жена короля данов Хродгара, мать сыновей Хредрика и Хродмунда и дочери Фреавару, супруги короля хадобардов Ингельда. Она играет важную роль хозяйки королевского чертога Хеорот: в частности, Вальхтеов приветствует гаутского героя Беовульфа, а позже награждает его за победу над Гренделем тремя лошадьми и ожерельем, которое исследователи сравнивают с «ожерельем Фрейи». Вальхтеов наделена чертами идеальной королевы, которая поддерживает престиж мужа, помогает функционировать должным образом его двору. Она носит изысканную одежду, подчёркивая таким образом богатство и могущество королевства данов, стремится обеспечить сплочённость королевского окружения. В частности, Вальхтеов ведёт речи с каждым из мужчин в Хеороте, напоминая им об их обязательствах перед Хродгаром и своими семьями. Этот образ открыто противопоставлен образу матери Гренделя.
Автор поэмы причисляет Вальхтеов к племени хельмингов и династии Вульфингов и называет «родственным залогом мира между народами». Два других источника связывают её с Англией. «Сага о Скьёльдунгах» сообщает, что Хродгар был женат на дочери английского короля, «Сага о Хрольве Жердинке» упоминает женитьбу Хродгара на Огне, дочери короля Нортумбрии по имени Нордри. Существует гипотеза, отождествляющая Вульфингов с Вуффингами, которые правили Восточной Англией, и связывающая термин Хельминги с топонимами Хелмингем в Норфолке и Саффолке (оба поселения возникли в V—VI веках и были основаны англосаксами). Исследователи отмечают, что само имя Вальхтеов может указывать на её иноземное происхождение: «вальх» означает «кельт».
В фильме «Беовульф» 2007 года Вальхтеов сыграла Робин Райт-Пенн.